# Vergel do Lago
O Vergel do Lago é um bairro localizado no sudoeste da cidade de Maceió, capital do estado brasileiro de Alagoas, mais conhecido por estar às margens da Lagoa Mundaú e pelo comércio e pesca do sururu.

## Etimologia
O termo “vergel” é derivado do latim viridiarium, “terreno ou área onde são cultivadas árvores frutíferas”, ou seja, um pomar. “Vergel do Lago” designa um “pomar à beira de um lago”, referência ao antigo sítio próximo à Lagoa Mundaú que deu origem ao bairro.

## História

### Antecedentes
Desde o século XIX, pelo menos, a área constituída por alagadiços entre a “Lagoa do Norte” e os bairros Trapiche da Barra, ao sul, cujo porto fazia a conexão da antiga vila de Maceió com a então capital Alagoas do Sul (atual Marechal Deodoro), e Levada (leste) era conhecida como “Ponta Grossa”, nome que foi dado a diversas propriedades da região. Documento de 20 de janeiro de 1849 fala de um sítio Ponta Grossa, posse de Francisco de Santa Maria. Outro, de fevereiro de 1882, informa estar à venda o sítio Ponta Grossa, do senhor Torquato Ramos, medindo “500 braças de frente e 700 de fundo” (914,40 m x 1.280,16 m). Um sítio Ponta Grossa, em 1896, foi posto à venda por Ildefonso Loyola.
Já no século XX a edição de 1o de janeiro de 1905 do jornal Gutenberg anunciou estar à venda “um magnífico sitio na Ponta Grossa com cerca de 300 casas que pagam foros ao proprietário do mesmo sítio, assim como 280 pés de coqueiros e mais árvores frutíferas. O terreno começa na ponte de Água Negra e vem terminar à margem da lagoa, no ponto denominado Boca da Levada. Possui uma excelente casa de vivenda e para melhores informações nesta redação ou à rua do Macena nº 94”.
Em 12 de março de 1910 o mesmo Gutenberg, sobre um “sítio Vergel do Lago, outrora Ponta Grossa”, informou:
"Arrenda-se o sítio Vergel do Lago, outrora Ponta Grossa, com casa de vivenda, fruteiras, coqueiros, terrenos para plantação de cana, mandioca, grandes pastagens, boa água etc. Também se faz negócio por venda ou arrendamento com os terrenos foreiros d’Água Negra, devidamente medidas, onde já existem mais de 60 casas edificadas, tendo lugar para edificação de maior número. Quem pretender dirija-se à rua do Rayol, nº 2 ou ao escritório do Professor Goulart.

Jaraguá, 8 de março de 1910

Rodolpho Santa Cruz".
Os foreiros citados nos anúncios, entre outros, foram ocupando a região ao longo do período, pessoas que viviam da pesca e do comércio baseados na Lagoa Mundaú e no movimento dos portos lagunares do Trapiche da Barra, da Levada e de Bebedouro, ligados às atividades do Porto de Jaraguá.

### De propriedade privada a bem público
No início de 1911 a gestão do intendente Luís de Mascarenhas decidiu adquirir uma área para construir o Abatedouro Municipal. Como o entorno do Canal das Águas Negras estava ocupado com moradias e outras edificações ele propôs comprar apenas a parte desabitada (a área à esquerda do canal) do Sítio Vergel do Lago (recém-adquirido pelo governador à época Euclides Malta). Depois de muita negociação o sítio foi vendido à intendência em maio por 13:280$000 (treze contos duzentos e oitenta mil réis). Em dezembro do mesmo ano Luís de Mascarenhas renunciou ao cargo, deixou Maceió e a questão do abatedouro foi esquecida.
O governador de Alagoas João Batista Accioli Júnior retomou o assunto em 1915. Concedeu o uso do Sítio Vergel do Lago para a instalação do Abatedouro Municipal a Pedro Santerre Guimarães. O empresário não cumpriu os compromissos assumidos e a concessão foi repassada a Gustavo Adolpho Schmidt Júnior, comerciante que também não realizou o empreendimento.

### Hidroaviões
O estado e a laguna são ligados à aviação: o alagoano Marcos Evangelista da Costa Villela Júnior figura entre os pioneiros no país com a criação dos aviões Aribu e Alagoas. Já Antônio Guedes Muniz, “o garoto que brincava às margens da lagoa de Mundaú”, foi apresentado à aviação pelo conterrâneo Villela Júnior. Projetou a série M, sendo o mais conhecido o modelo M-5.
A ligação ganhou força em 1923. Maceió fez parte da histórica primeira viagem de avião entre as Américas do Norte (Nova York) e do Sul (Rio de Janeiro), realizada entre 17 de agosto de 1922 e 08 de fevereiro de 1923 pelos aviadores Walter Hinton e Euclides Pinto Martins a bordo do Sampaio Corrêa II, um hidroavião modelo Curtiss H-16. Vindos de Recife, eles amerissaram na laguna às 12 horas e 30 minutos de 30 de janeiro de 1923, receberam diversas homenagens e decolaram rumo a Salvador às 10 horas e 45 minutos do dia seguinte, 31 de janeiro. Na obra Maceió de Outrora o autor Félix Lima Júnior relata: “Na lagoa pousavam hidroaviões, quando o serviço de transporte aéreo não se fazia, como presentemente, utilizando somente aviões. Entre os descidos na lagoa deve ser lembrado o ‘Sampaio Correa’, do aviador cearense Pinto Martins, vindo da América do Norte, na terceira década deste século, quando se sucediam os raids.”. E conclui: “Foi ele, creio, o primeiro a pousar nas águas tranquilas da Mundaú.”.
Eventos como esse levaram a presidência de Artur Bernardes a publicar o Regulamento para os Serviços Civis de Navegação Aérea (Decreto nº 16.983, de 22 de julho de 1925), pretendendo normatizar o setor aéreo nacional. O decreto federal fez o governador de Alagoas Pedro da Costa Rego considerar a construção de um aeroporto local. Para ele o Vergel do Lago era apropriado: à margem da laguna, possuía um grande espaço desabitado, próximo aos bairros centrais da capital (na época) e com o aeroporto passaria a receber também voos para pouso em terra. O sítio foi avaliado, mas o Decreto Estadual nº 1.209, de 30 de junho de 1927, estabeleceu no Tabuleiro do Pinto (Rio Largo) a área concedida à empresa francesa Aéropostale para a construção do seu centro de operações. O serviço da Aéropostale começou a funcionar em novembro de 1927, ainda com as obras em andamento, e o denominado Aeroporto Costa Rego foi inaugurado oficialmente em 14 de outubro de 1928. Além da Aéropostale, a partir de 1930 passaram a operar seus hidroaviões no Vergel do Lago as companhias Syndicato Condor e NYRBA (absorvida pouco depois pela Panair do Brasil).
Controvérsia
Se não existem dúvidas quanto à localização do Píer do Hidroavião no Vergel, há divergência sobre o outro aeródromo da Lagoa Mundaú. Ora é colocado “próximo ao” ou “quase na entrada do” Canal da Levada, ora próximo ao antigo Bar das Ostras, podendo ser acessado pelas ruas Santo Antônio e Félix Bandeira. Algumas fontes indicam o Porto da Levada como local de embarque e desembarque dos hidroaviões.
O Bar das Ostras funcionava na Rua Cruzeiro do Sul, nº 487, distando pouco mais de 1 km da entrada do Canal da Levada, portanto não tão próximo. Além disso, as vias de acesso citadas não seriam a melhor escolha para chegar ao canal. Curiosamente, essa também era a distância do bar até o local do Píer do Hidroavião. Portanto, a meio caminho entre um e outro.
Já o Porto da Levada fazia parte de um projeto discutido desde o século XIX que pretendia redesenhar esse canal. O porto foi inaugurado em 1912 na entrada (ou próximo a ela), com o restante da intervenção sendo concluído em 1925 (ou 1927).
Uma portaria do antigo Ministério da Viação e Obras Públicas (MVOP), de 30 de junho de 1930, relacionou vinte e três aeródromos marítimos existentes no Brasil, entre eles o “Porto Maceió – Saco Sul da Lagoa do Norte”. Uma análise do mapa da laguna exclui o Píer do Hidroavião do “Saco Sul”, restando saber de qual estrutura fala a portaria ministerial, se do Porto da Levada ou do comentado píer nas proximidades do futuro Bar das Ostras.
O que se sabe: no fim dos anos 1920 o Porto da Levada já funcionava, até o início da década de 1940 o Píer do Hidroavião já fora construído e nos anos 1950 a estrutura próxima ao Bar das Ostras era utilizada em atividades aeroportuárias.
O Vergel do Lago recebeu os dois (três?) aeródromos da Lagoa Mundaú ou um deles foi o Porto da Levada, talvez o mais antigo?

### Enfim, bairro
Enquanto a aviação comercial continuava seu desembarque no Brasil (e na laguna) o interior do Vergel seguia sendo ocupado. Durante o episcopado de Dom Santino Maria Coutinho a Arquidiocese de Maceió decidiu construir um local para “amparar os necessitados” da capital, “fornecendo-lhes alimento, roupa, agasalho, assistência moral e religiosa”. Foi escolhido o Sítio Vergel do Lago. Gustavo Schmidt Júnior, concessionário do sítio desde 1916, em julho de 1931 abriu mão de seu direito de exploração em favor do município para que este destinasse parte do terreno à obra de caridade.
A instituição Colônia de Mendigos de Santo Antônio dos Pobres foi inaugurada em 31 de janeiro de 1932 na Rua Santo Antônio, nº 1.083, no que hoje é o início do Vergel, passando em 1933 a se chamar Casa do Pobre. Atualmente o terreno original da Casa do Pobre é ocupado por ela e pelo Colégio Arquidiocesano de Maceió Monsenhor Batista (na Rua Santo Antônio), pela Igreja Matriz de Nossa Senhora do Perpétuo Socorro (na Rua Humberto Santa Cruz) e pelo Centro Social e Escola Estadual Dom Adelmo Machado (Rua Marquês de Pombal). Por volta de 1935 a região já era tratada como “bairro do Vergel do Lago”.

### Segunda Guerra Mundial
No final da década de 1930 os Estados Unidos, oficialmente neutros, se preparavam para a chegada da “guerra europeia” às Américas. Entre outras coisas, precisavam conseguir o apoio da América Latina e prepará-la para ações conjuntas. Evitando envolver-se diretamente, utilizou organizações sem vínculo governamental no projeto. Em novembro de 1940 um acordo delegou à Pan American Airways o melhoramento da infraestrutura aeroviária latino-americana. No Brasil as etapas do Airport Development Program (ADP) foram realizadas por sua subsidiária, a Panair do Brasil.
Com o país ainda fora do conflito mundial o governo Vargas deu autorização verbal em 18 de janeiro de 1941 para a Panair “construir, melhorar e aparelhar os aeroportos em Amapá, Belém, São Luiz, Fortaleza, Natal, Recife, Maceió, Salvador, entre outros”. A autorização formal veio com a publicação do Decreto-Lei nº 3.462, de 25 de julho de 1941, após seis meses do início dos trabalhos em todo o país.
Em Maceió a Panair iniciou a construção de um aeroporto próprio no Tabuleiro do Pinto, em terreno cedido pelo governo e posteriormente incorporado ao Aeroporto Internacional Zumbi dos Palmares. Para melhorar o acesso a ele e à área de pouso na Lagoa Mundaú a empresa firmou parceria com a Prefeitura para asfaltar a Rua Santo Antônio, na Ponta Grossa (tornando-a a primeira rua com esse tipo de pavimento na cidade), importante ligação com os aeródromos da laguna, e a Avenida Fernandes Lima, o longo caminho até o novo aeroporto. Também começou, em junho, a preparação das instalações da base de hidroaviões no Vergel do Lago.
Em janeiro de 1942, durante a Conferência do Rio de Janeiro, o governo Vargas rompeu relações com os países do Eixo. A declaração de guerra à Alemanha e Itália foi feita em 22 de agosto e formalizada com a publicação do Decreto-Lei nº 10.508, de 31 de agosto. Nesse mesmo ano o asfaltamento da Rua Santo Antônio e da Avenida Fernandes Lima foi concluído e as forças dos E.U.A. começaram a se estabelecer no Brasil: no Vergel reforçaram o Píer do Hidroavião, construíram nas proximidades galpões para abrigar alguns de seus técnicos e oficiais além do 22o Batalhão de Caçadores (Paraíba) e abriram uma larga via de acesso que cortou o bairro ligando a Rua Santo Antônio à base da Lagoa Mundaú, posteriormente denominada Avenida Monte Castelo (Lei nº 440, de 24 de setembro de 1955), homenagem à memória da histórica campanha.
No primeiro semestre de 1943, 23 meses depois devido a alterações no projeto original, a construção da infraestrutura da base lagunar foi finalizada. Com a conclusão do aeroporto da Panair, que já vinha sendo utilizado pelos Estados Unidos, em 14 de dezembro foi oficialmente inaugurada a Naval Air Facility Maceio, com capacidade para abrigar um esquadrão de aviões terrestres e de blimps (nesse aeródromo do Tabuleiro do Pinto) e outro de hidroaviões (no Vergel do Lago).
Com o fim da Grande Guerra em 2 de setembro de 1945 as operações na base lagunar foram encerradas (outubro de 1945). Na capital alagoana como um todo, em novembro. Mediante acordo os Estados Unidos cederam as instalações ao Brasil. O governo federal por sua vez repassou uma parte ao estado de Alagoas. Os galpões construídos no Vergel do Lago e ocupados durante a guerra foram convertidos em moradias para a população local.

### Pós-Guerra
A abertura da Avenida Monte Castelo no interior do Vergel estimulou sua ocupação. Nela foi instalada, no início dos anos 1950, a sede da Sociedade dos Amigos do Vergel (SAVEL). Iniciativa da Ação Católica, foi um autêntico clube de bairro que promovia diversos eventos (festas, bailes, sessões de cinema) e incentivava a integração dos moradores. Também é dessa época o Bar das Ostras, restaurante da Orla Lagunar que alcançou fama nacional.
A ocupação da região a oeste, entre a Monte Castelo e o antigo Canal do Trapiche, foi acelerada pelo contexto da Guerra Fria. Seguindo o caminho aberto pela política de boa vizinhança durante a Segunda Guerra Mundial o governo de John Kennedy lançou a Aliança para o Progresso. A nova fase de aproximação com os países latino-americanos levou à inauguração, em 1964, do conjunto habitacional Vila Kennedy no Vergel do Lago, construção financiada pelos recursos do programa norte-americano. Em um de seus extremos foi instalado outro marco do bairro, a Praça Padre Cícero, de onde partiam viagens para Juazeiro do Norte organizadas pela Sociedade dos Romeiros do Padre Cícero.
Três anos depois, em 27 de agosto de 1967, foi inaugurado o Colégio Municipal de Maceió, erguido na área ocupada pelo antigo campo de futebol do Brasil Esporte Clube. Em 1969, após o falecimento do político alagoano Rui Palmeira em 16 de dezembro de 1968, o nome da escola foi alterado para Colégio Municipal Rui Palmeira. Atualmente com o nome de Escola Municipal Rui Palmeira, o Colégio Rui Palmeira, como é mais conhecido, junto com a Casa do Pobre “guarda” a entrada do bairro pela Avenida Monte Castelo.

### Dique-Estrada
A maior transformação sofrida pelo Vergel do Lago tem suas origens nas décadas anteriores.
A concentração fundiária e a modernização do setor agrícola nos anos 1950 e 1960 obrigaram muitas famílias a migrar do campo para a cidade, e as boas perspectivas oferecidas pela capital de Alagoas atraíram grande parte delas, vindas do interior e até de outros estados e regiões. A população de Maceió cresceu rapidamente, passando de 168.055 em 1960 para 263.670 habitantes em 1970, um aumento de 56,9%. A taxa anual de crescimento da população aumentou na década de 1950, atingiu seu máximo nos anos 1960 e continuou acima de 4% nas duas décadas seguintes, baixando desse patamar a partir dos anos 1990. Boa parte dessas pessoas só conseguiu se estabelecer em áreas periféricas da cidade.
Anos antes, em 1943, foram descobertas em Maceió grandes jazidas de sal-gema (matéria-prima para a produção de cloro e soda cáustica) a partir de perfurações de poços de petróleo feitas para o Conselho Nacional de Petróleo (CNP). Os investimentos federais aplicados para o desenvolvimento da indústria petroquímica na região Nordeste levaram à implantação, na década de 1970, do Polo Cloroquímico de Alagoas, que demandou uma série de modificações locais, como a criação da AL-101-Sul, ligando a unidade do polo em Maceió, instalada no bairro Trapiche da Barra, àquela instalada em Marechal Deodoro.
Outro dado importante é a ocorrência constante de enchentes na região. A de 1969 destruiu cidades no Vale do Rio Mundaú. A de 1975 foi considerada a maior a atingir a Região Metropolitana do Recife. Também afetou parte da Zona da Mata e do Agreste de Pernambuco, Sergipe e Alagoas.
O Dique-Estrada foi construído para ser proteção contra as inundações que atingem o sul da Lagoa Mundaú e ligação entre as vias a nordeste (avenidas Fernandes Lima e Leste-Oeste) e a citada AL-101-Sul, funcionando como alternativa para se evitar o tráfego mais intenso dos bairros centrais. Iniciado em 1976 e inaugurado em março de 1982, o projeto entregou uma via com 5 km de extensão (atual Avenida Senador Rui Palmeira) que ocupa a orla da Lagoa Mundaú nos bairros Trapiche da Barra, Ponta Grossa, Vergel do Lago e Levada. O aterro de mangues, a incorporação de ilhas e a retificação de canais adicionou 202 hectares à área de Maceió.
No ano seguinte, 1983, foi inaugurado no Vergel do Lago o Conjunto Joaquim Leão, concebido para receber a população carente que ocupava os terrenos aterrados da nova Orla Lagunar.

### Urbanização da Orla Lagunar
Em 1988 uma nova enchente deixou centenas de desabrigados, entre eles vários moradores dos aglomerados construídos na beira da laguna ao longo da década de 1980, famílias afetadas pelos efeitos da instabilidade econômica brasileira e da seca severa que assolava o país. Em regime de mutirão e em “caráter emergencial”, com o governo estadual fornecendo o material e o terreno e as famílias atingidas atuando como mão de obra, em 14 de março de 1989 foram inaugurados os conjuntos Virgem dos Pobres I, no Vergel (ao lado do Joaquim Leão), e II, no Trapiche da Barra, que passaram a abrigar essas famílias.
Vinte anos depois, em 2009, ocorreu nova intervenção para tratar das moradias precárias à beira da Lagoa Mundaú. O Projeto Integrado da Orla Lagunar “Sururu de Capote”, parceria entre os governos de Alagoas e federal, construiu a Vila São Pedro, cujas unidades I, II e V (Trapiche da Barra) e III e IV (Vergel do Lago) receberam várias das famílias transferidas da laguna.
O trabalho mais recente de realocação dos moradores das favelas da Mundaú data de 2017 e está em andamento. Parceria entre os governos municipal e federal, o Projeto “Maceió de Frente para a Lagoa” pretende transferi-los para o futuro residencial Parque da Lagoa, sendo construído no Vergel do Lago próximo ao conjunto Vila São Pedro III.

## Geografia

### Demarcação
Área: 1,395 km2.
Localização: planície lagunar, sudoeste de Maceió.
Coordenadas: -9o39’37,4’’ S -35o46’01,0’’ O | -9o38’56,0’’ S -35o45’06,2’’ O.
Região Administrativa: RA-2.
Limites: Lagoa Mundaú; bairro Ponta Grossa.
Perímetro:
- aproximadamente 4,39 km, sendo 2,5 km do limite com a laguna e 1,89 km do limite com o bairro Ponta Grossa.[5]
- Pontos inicial e final: “Encontro da Rua Cabo Reis[nota 10] com a Rua Marquês do Pombal”.
- Descrição: “Do ponto inicial segue pela Rua Marquês do Pombal até encontrar a Travessa José Cavalcante. Segue por esta até a Avenida General Mário Lima.[sobre 9] Segue por esta, prolongando-a até a margem da Lagoa Mundaú. Segue pela margem da Lagoa Mundaú até encontrar o prolongamento da Rua Cabo Reis. Daí, segue pela Rua Cabo Reis até atingir o ponto inicial, no cruzamento desta com a Rua Marquês do Pombal.”.

### Meio ambiente
Vegetação
O Vergel do Lago apresenta realidades distintas de cobertura vegetal.
A Orla Lagunar é ocupada por vegetação típica de mangue na área de contato com a laguna, enquanto em toda a extensão da Avenida Senador Rui Palmeira é comum a presença de árvores como a algarobeira, a acácia-mimosa, a palmeira-imperial e o característico coqueiro, entre outras.
Diferente da orla o interior do bairro é bastante desprovido de vegetação, substituída por uma grande concentração de residências separadas por ruas estreitas.
Clima
O clima predominante no bairro é o do Complexo Estuarino-Lagunar Mundaú-Manguaba (CELMM): tropical semiúmido com estações bem marcadas (úmido entre abril e agosto, seco entre setembro e março).
Porém, estudos mostram que nas últimas décadas a temperatura média do Vergel do Lago tem aumentado acima da média histórica da cidade de Maceió transformando-o, junto com praticamente toda a Região Administrativa 2, na maior ilha de calor da capital alagoana. Isso é creditado à substituição das superfícies naturais do interior do bairro, como vegetação, quase que totalmente por asfalto e concreto, alterando radicalmente as propriedades radiotérmicas da região.
Laguna
A Lagoa Mundaú (tecnicamente é uma laguna) domina toda a parte norte do bairro, compartilhando com ele uma fronteira de aproximadamente 2,5 km. Uma de suas ilhas, a Ilha do Gonçalão, fica próxima, a noroeste. Seu corpo d’água conecta o Vergel do Lago diretamente aos bairros Bom Parto, Mutange, Bebedouro, Fernão Velho e Rio Novo e com os municípios de Coqueiro Seco e Santa Luzia do Norte. Através dos canais da laguna pode-se acessar os bairros do Trapiche da Barra e Pontal da Barra, o município de Marechal Deodoro, a Lagoa Manguaba e o Oceano Atlântico.
Localizado ao sul da Lagoa Mundaú o Vergel do Lago historicamente tem sido atingido por diversas inundações, algumas particularmente severas, como as de 1949, de 2010 e a mais recente, em 2022. A frequência e a força crescentes das enchentes que atingem não só o bairro mas também o estado de Alagoas exigiram a criação de sistemas de monitoramento dos cursos d’água envolvidos. Esses eventos causam perdas significativas, seja promovendo a degradação da infraestrutura (sistemas de distribuição de energia elétrica e água, saneamento, transporte, redes escolar e de saúde etc.), prejudicando a economia (interrompendo o comércio ou provocando a queda da produção pesqueira) ou afetando a saúde pública com a exposição da população a poluentes e doenças de veiculação hídrica.
Por se tratar de uma área densamente povoada, propensa a inundações e com cotas próximas ao nível do mar, estudos indicam que o Vergel do Lago poderá ser afetado pelo aumento do nível das águas do Oceano Atlântico decorrente das mudanças climáticas.

## Demografia
Geral 
- População: 26.562.[47][72]
- Domicílios: 9.285.[73]
- Densidade populacional: 19.034,75 hab/km2.

Índice de Desenvolvimento Humano Municipal (IDHM) 
- IDHM: 0,604 (Maceió = 0,721).
- IDHM Educação: 0,497 (Maceió = 0,635).
- Expectativa de vida: 69,88 anos; IDHM Longevidade = 0,748 (Maceió = 72,94 anos; 0,799).
- Renda per capita: R$ 321,67; IDHM Renda = 0,594 (Maceió = R$ 792,54; 0,739).

## Economia
O setor primário no Vergel do Lago depende totalmente da Lagoa Mundaú. A atividade pesqueira ocupa 37,64% da população local, desde a pesca (artesanal) até a comercialização em barracas na Avenida Senador Rui Palmeira (Orla Lagunar), no Mercado da Produção (bairro da Levada), por venda porta a porta nos bairros próximos e até exportando para outros estados. Uma das colônias de pescadores registradas na Federação dos Pescadores do Estado de Alagoas (FEPEAL) está localizada no Vergel, a colônia Z-5 (Colônia Aníbal Gama).
Entre as espécies encontradas na laguna estão peixes - bagre-bandeira (Bagre bagre), manjuba (Anchoviela lepidentostole) e pescada (Cinoscion acoupa), crustáceos - aratu (Goniopsis cruentata), guaiamu (Cardiosoma guanhumi), siri (Callinectes exasperatus), uçá (Ucides cordanus) e chié (Uca burgersi), e moluscos - sururu (Mytella charruana), maçunim (Anomalocardia brasiliana), ostra (Crassostrea rizophorae), taioba (Mactra fragilis) e unha-de-velho (Tagelus plebeius).
A outra parte da economia local é representada pelo setor terciário, basicamente pequenos negócios (farmácias, mercadinhos, padarias, salões de beleza, oficinas mecânicas etc.). A exploração do turismo é incipiente, apesar do potencial gigante da região e de algumas tentativas pontuais.

## Infraestrutura

### Vias
Principal eixo radial 
- Liga o Centro à Orla Lagunar.
- Recebe uma denominação diferente para cada bairro que atravessa.
- Trajeto partindo do bairro Centro: 1. Rua 16 de Setembro (trecho do bairro Levada); 2. Rua Santo Antônio (trecho do bairro Ponta Grossa); 3. Avenida Monte Castelo (trecho do bairro Vergel do Lago).

Principal eixo transversal 
- Liga a Orla Lagunar (Lagoa Mundaú) à Orla Marítima (Oceano Atlântico).
- Recebe uma denominação diferente para cada bairro que atravessa.
- Trajeto partindo da Orla Lagunar: 1. Rua Cabo Reis (trecho dos bairros Vergel do Lago e Ponta Grossa); 2. Rua Professor Teônilo Gama (trecho do bairro Trapiche da Barra).

Orla Lagunar 
- Todo o trecho no Vergel do Lago é coberto pela Avenida Senador Rui Palmeira, com duas pistas em sentidos contrários (pista “da lagoa”: sentido Leste – Oeste; pista “do bairro”: sentido Oeste – Leste) e um canteiro central arborizado.

Ciclovia 
- Uma das ciclovias de Maceió está localizada na Orla Lagunar. Com extensão total de 5,77 km, partindo do bairro Levada e sempre margeando a Lagoa Mundaú a ciclovia atravessa os bairros Vergel do Lago, Ponta Grossa e Trapiche da Barra até alcançar a ciclovia da Orla Marítima na Praia do Sobral.
- Os principais eixos radial (Centro – Orla Lagunar) e transversal (Orla Lagunar – Orla Marítima) estão equipados com ciclofaixas.

### Canais
Principais canais para escoamento das águas: canal da Rua Belo Horizonte e canal da Avenida General Mário Lima.

### Educação
Rede Infância 
- Escola Estadual Capitão Álvaro Víctor.
- Escola Estadual Dom Adelmo Machado.[sobre 7]
- Escola Estadual Doutor Édson dos Santos Bernardes.
- Escola Estadual Doutor Júlio Auto.[sobre 10]
- Escola Estadual José Oliveira Silva.
- Escola Estadual Major Eduardo Emiliano da Fonseca.[sobre 11]
- Escola Estadual Professora Anaias de Lima Andrade.[sobre 12]
- Escola Estadual Professora Aurelina Palmeira de Melo.[nota 13][sobre 13]
- Escola Municipal Doutor José Bandeira de Medeiros.[sobre 14]
- Escola Municipal Professor Deraldo Campos.[sobre 15]
- Escola Municipal Rui Palmeira.[nota 14]

Outros
- Colégio Arquidiocesano de Maceió Monsenhor Batista.[nota 15]

### Assistência Social & Saúde
Rede Infância 
- Conselho Tutelar – Região Administrativa II.

- Módulo Odontológico Rui Palmeira.[nota 8]
- Unidade de Referência de Saúde (URS) Roland Simon.[nota 16][sobre 16]

Outros
- Casa do Pobre.[nota 15]
- Centro de Recuperação e Educação Nutricional - Unidade Vergel do Lago (CREN Vergel).[98]
- Defensoria Pública do Estado de Alagoas (DPE/AL).[99]
- Instituto Mandaver.[nota 7]

### Transporte
- Terminal Urbano do Vergel do Lago: linhas municipais de ônibus.[5]
- Porto da Lancha: partida e chegada de viagens diárias atravessando a Lagoa Mundaú em embarcação que conecta o bairro ao município de Coqueiro Seco.[100]

### Segurança Pública
- Base Comunitária de Segurança (BCS) do Vergel do Lago.[101]

### Praças
- Praça Jardim Boa Esperança – localizada ao lado do Conjunto Jardim Boa Esperança, entre as ruas Cabo Reis e Radialista Clemente Aleluia,[5] foi inaugurada em 1963.[102]
- Praça do Cruzeiro – localizada próxima ao Terminal Urbano do Vergel do Lago e em frente à Igreja Santa Teresinha, entre as ruas São Félix e Dr. Luís de Barros.[5]

- Praça Nossa Senhora do Perpétuo Socorro - antiga Praça do Pobre, ocupa o largo localizado entre a Casa do Pobre e a Escola Municipal Rui Palmeira, no cruzamento da Rua Santo Antônio com a Avenida Monte Castelo.[5] Foi inaugurada em 07 de setembro de 1961 pela gestão Sandoval Cajú.[103]

- Praça Padre Cícero – localizada no cruzamento entre as ruas Marquês de Pombal e Humberto Santa Cruz,[5] foi implantada junto com a Vila Kennedy.[nota 14]

### Serviços
População em domicílios
- com água encanada: 94,64% (Maceió = 80,17%).
- com coleta de lixo: 98,28% (Maceió = 97,74%).
- com energia elétrica: 99,71% (Maceió = 99,9%).

## Cultura

### Equipamentos urbanos de relevância sociocultural
Unidades Especiais de Preservação Cultural no Vergel do Lago 
- Casa do Pobre.[nota 15]
- Praça Nossa Senhora do Perpétuo Socorro.[nota 18]
- Monumento aos Pracinhas da II Guerra Mundial - instalado na Praça Nossa Senhora do Perpétuo Socorro em 1995, foi retirado da praça em 2011[2] e colocado no calçadão da Avenida da Paz (Praia da Avenida).[105]
- Praça Padre Cícero.[nota 18]

Outros
- Monumento ao Milênio – inaugurado no ano 2000 para marcar a passagem do milênio, continua sendo local de diversas atividades.
- Campo do Cosmo – é uma área pública gerenciada pelo clube local de futebol Centro Esportivo Cosmo e usada pela comunidade e por desportistas de outros lugares da cidade.
- Estátua da Miss Sururu – homenageia a memória da marisqueira mais antiga do Vergel do Lago. O monumento não está localizado no bairro, mas na APA de Santa Rita.[107]
- Píer do Hidroavião – também chamado de Pista do Vergel, foi construído na década de 1930 para o embarque e desembarque de hidroaviões e utilizado em operações conjuntas entre Brasil e E.U.A. durante a Segunda Guerra Mundial.[nota 19]

### Eventos
- Réveillon de Maceió – o trecho da Orla Lagunar no Vergel do Lago costuma receber a festa de Ano Novo promovida em diversos pontos da cidade pela Prefeitura de Maceió.[108]
- Mundaú Lagoa Aberta – série de atividades culturais realizadas para estimular a comunidade local a usufruir do espaço lagunar.[109]
- Festa Literária do Vergel do Lago – a Flivergel é um festival literário com palestras, mesas redondas e atividades artísticas e culturais.[110]

### Folguedos
- A Associação dos Folguedos Populares da Zona Sul de Maceió (Asfolp) é uma entidade civil sem fins lucrativos engajada na promoção do bem-estar da comunidade com ênfase nas manifestações folclóricas.[111] Foi declarada “de utilidade pública” pela Lei Municipal 7.160, de 25 de abril de 2022.[112]

## Destaques

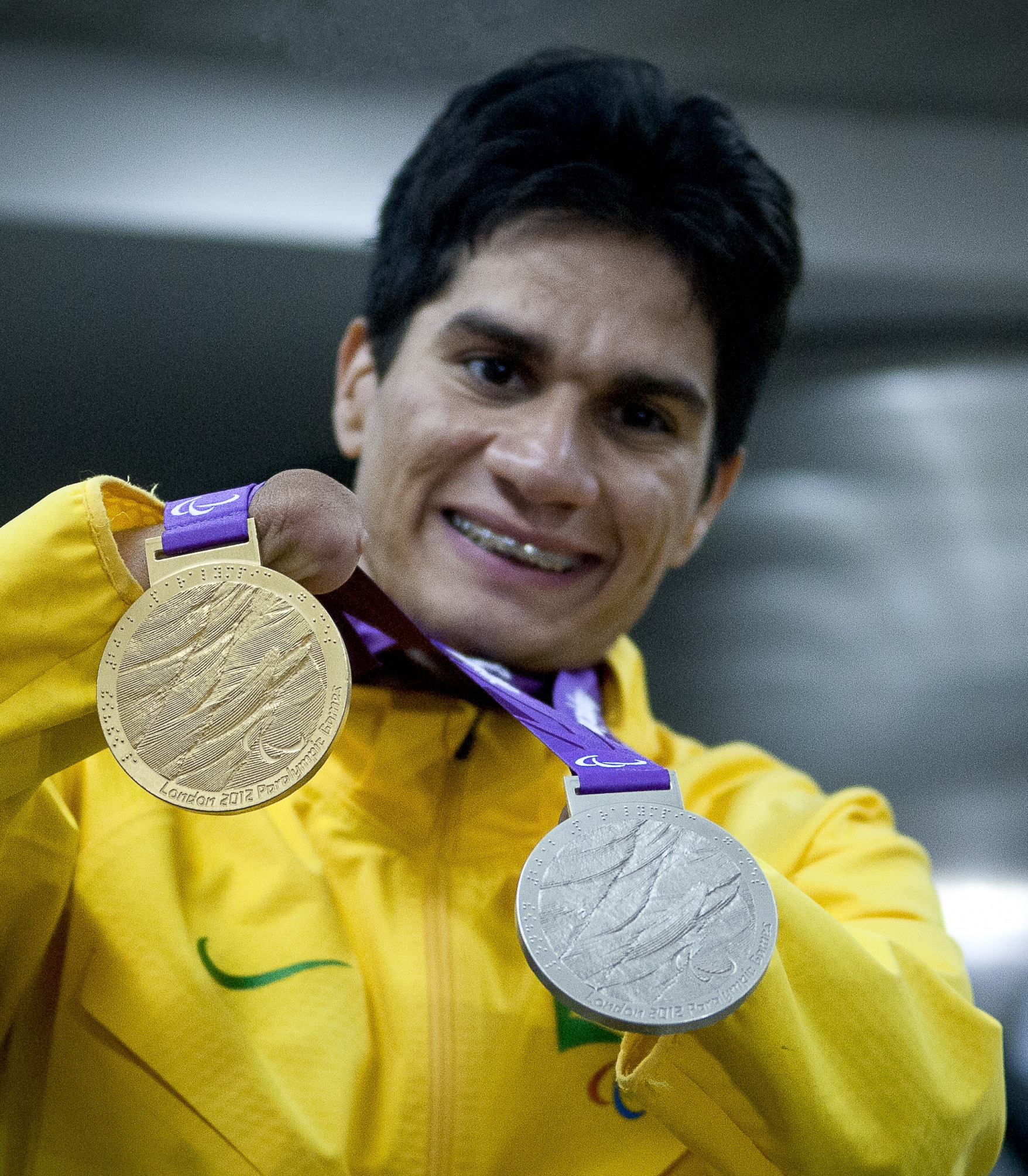
Yohansson Nascimento, Ouro e Prata nas Paralimpíadas de Londres (2012).

Nomes do passado e do presente ligados ao Vergel do Lago com reconhecimento além-fronteiras:
- Bar das Ostras (195?-2002) – fundado na década de 1950 por Dona Oscarlina Maria da Silva e seu esposo Pedro Luís da Silva, atendia na Rua Cruzeiro do Sul, nº 487, Vergel do Lago. Tornou-se destino cobiçado por nativos e turistas. Sua clientela incluiu empresários, políticos, artistas, de dentro e de fora de Alagoas. Seu prato mais famoso, o “Camarão à moda das Ostras” ou “Camarão Bar das Ostras”, ganhou fama nacional e foi declarado patrimônio cultural imaterial de Alagoas em 09 de abril de 2013.[113]

- Ingryd Lima (1997) – alagoana de Maceió, a meio-campista foi moradora do Vergel do Lago e disputou torneios de futebol nos campos do bairro. Foi no Vergel que sua mãe montou um time para participar do Campeonato do Sesi. Jogando na lateral-direita Ingryd chamou a atenção do UDA (União Desportiva Alagoana), que a convidou para integrar seu elenco, tornando-se campeã alagoana e do Campeonato do Sesi na temporada 2014. Posteriormente foi campeã baiana (|2015) pelo São Francisco do Conde, pernambucana (2017 e 2018) e do Nordeste (2018) pelo Sport Recife, paulista (2019, 2020 e 2021), brasileira (2020 e 2021) e da Libertadores da América (2019 e 2021) pelo Corinthians, além de ter sido convocada pelas seleções brasileiras de base e principal em diversas ocasiões. Após passagem pela Ferroviária (2022 e 2023), em 2024 foi contratada pelo Palmeiras, pelo qual foi campeã paulista no mesmo ano.[114][115][116][117][118][119][120][121][122]

- Instituto Mandaver (2015) – sediado no Vergel, foi escolhido em premiação nacional a “Melhor ONG de Alagoas em 2021”.

- Roberto Firmino (1991) – alagoano de Maceió e ex-morador do Conjunto Virgem dos Pobres II (Trapiche da Barra), o atleta internacional do Liverpool e da Seleção Brasileira disputou suas primeiras “peladas” também nos campos do Vergel.[123]

- Wesley Barbosa (1986) - alagoano de Maceió, nascido e criado no Vergel, em 2010 foi para a China contratado como Diretor de Marketing da Beijing Elex, fabricante de jogos sociais como o Colheita Feliz, o mais popular do Orkut.[124] Passou por outras empresas chinesas até chegar à Baidu, dona do segundo maior mecanismo de busca do mundo.[125] Tornou-se o responsável por trazer o Baidu para o mercado brasileiro.[126] No final de 2013 foi trabalhar na gestão de parcerias globais do Facebook.[127] Idealizador da ONG Ajude o Pequeno,[128] atualmente é empresário, professor e palestrante.

- Yohansson Nascimento (1987) – alagoano de Maceió, o atleta conquistou várias medalhas nos Jogos Paralímpicos, com destaque para a de ouro em Londres 2012. Foi aluno da Escola Estadual Professora Aurelina Palmeira de Melo,[nota 13] no Vergel do Lago, onde recebeu incentivo para a prática de esportes.[129]

## Sobre
1. ↑  O jornal Gutenberg (1881-1911) foi fundado no dia 8 de janeiro de 1881 em Maceió, circulando até 24 de dezembro de 1911. Participou da campanha pela abolição da escravatura no Brasil. Chegou a ser o jornal político mais importante da capital.[3]
2. ↑  Marcos Evangelista da Costa Villela Júnior (1875-1965), alagoano de Pão de Açúcar, foi um aviador militar conhecido pelo desenvolvimento dos aviões Aribu (entre 1911 e 1917) e Alagoas (1917-1918). Tornou-se o primeiro Brigadeiro da Aeronáutica Brasileira.[7]
3. ↑  Félix Lima Júnior (1901-1986), alagoano de Maceió, foi um historiador especializado nas tradições regionais. Escreveu diversos livros e foi membro do Instituto Histórico e Geográfico de Alagoas e da Academia Alagoana de Letras.[13]
4. ↑  Félix de Moraes Bandeira de Mello (1855-1908) foi comerciante, membro da Guarda Nacional e político. Possuiu um sítio à margem da Lagoa Mundaú cuja área atualmente é parte dos bairros Vergel do Lago e Ponta Grossa.[21]
5. ↑  João Batista Wanderley foi um religioso que participou da fundação da Casa do Pobre.[25]
6. ↑  Humberto Santa Cruz foi delegado regional do Instituto de Aposentadorias e Pensões dos Estivadores e Transportes de Cargas (IAPTEC) e Secretário Geral de Maceió na 1a gestão do prefeito Abelardo Pontes Lima.[26]
7. 1 2  Adelmo Cavalcante Machado (1905-1983), alagoano de Penedo, foi arcebispo de Maceió.[27]
8. ↑  Joaquim de Barros Leão (1895-1976), alagoano de União dos Palmares, foi comerciante, deputado estadual e prefeito de Maceió, com atuações no Orfanato São Domingos, na antiga Escola Técnica Federal de Alagoas e no extinto Banco PRODUBAN.[40]
9. ↑  Mário de Carvalho Lima (1908-1983), alagoano de Maceió, foi militar, advogado e escreveu diversos livros, o que lhe valeu o prêmio Jaime de Altavila, recebido da Academia Alagoana de Letras.[54]
10. ↑  Júlio Auto da Cruz Oliveira (1880-1949),[85] alagoano de Pilar, foi poeta, juiz, político e membro fundador da Academia Alagoana de Letras.[86]
11. ↑  Eduardo Emiliano da Fonseca (1833-1868), alagoano de Marechal Deodoro, combateu pelo Exército Brasileiro na Guerra do Paraguai.[87]
12. ↑  Anaias de Lima Andrade (1950-2000), pernambucana do Cabo de Santo Agostinho, foi uma professora com carreira destacada na Educação Primária de Alagoas.[88]
13. ↑  Aurelina Palmeira de Melo (1930-2024), alagoana de Olho D'Água das Flores, foi uma educadora que atuou no Projeto Rondon, na Associação dos Supervisores Educacionais de Alagoas e na Fundação João Paulo II,[90] entre outras realizações.[91][92]
14. ↑  José Bandeira de Medeiros (1935-1993), alagoano de Delmiro Gouveia, foi dentista e prefeito de Delmiro Gouveia e Maceió, entre outras funções.[93]
15. ↑  Deraldo de Souza Campos (1915-1969), alagoano de Penedo, foi médico, professor, Secretário de Educação estadual (1961-1966)[94] e membro do Instituto Histórico e Geográfico de Alagoas.[95]
16. ↑  Roland Courtnay Simon é médico, professor, pesquisador, redator e membro da Academia Alagoana de Medicina.[97]

## Leitura complementar
Duarte, R. O. (2019). O protagonismo e a sedução do Mar e da Laguna em Maceió e o imaginário das águas na cidade. Universidade Federal de Alagoas. 18 de março de 2019. Consultado em 30 de agosto de 2022.
Bezerra, E. G. & Silva Neto, E. V. (2014). Imaginário Sururu: Um patrimônio a contrapelo. Revista Rosa dos Ventos. v.6, n.1, jan.-mar. 2014, pp. 96-116. ISSN 2178-9061. Consultado em 06 de agosto de 2022.